# Петер Нюборґ
Петер Нюборґ (швед. Peter Nyborg; нар. 12 грудня 1969) — колишній шведський тенісист.
Найвищу одиночну позицію світового рейтингу — 166 місце досяг 24 квітня 1989, парну — 38 місце — 12 серпня 1996 року.
Здобув 5 парних титулів.
Найвищим досягненням на турнірах Великого шолома було 3 коло в парному розряді.

## Фінали за кар'єру

### Парний розряд (5–6)
| Результат | W-L | Дата     | Турнір                                         | Покриття   | Партнер        | Суперники                              | Рахунок       |
| --------- | --- | -------- | ---------------------------------------------- | ---------- | -------------- | -------------------------------------- | ------------- |
| Перемога  | 1–0 | Кві 1993 | Сеул, Південна Корея                           | Тверде     | Ян Апелль      | Ніл Брод Гері Мюллер                   | 5–7, 7–6, 6–2 |
| Поразка   | 1–1 | Чер 1994 | Rosmalen Grass Court Championships, Нідерланди | Трава      | Дієго Наргісо  | Стефен Нотебом Фернон Вібір            | 3–6, 6–1, 6–7 |
| Перемога  | 2–1 | Бер 1995 | Копенгаген, Данія                              | Килим      | Марк Кейл      | Гійом Рау Грег Руседскі                | 6–7, 6–4, 7–6 |
| Поразка   | 2–2 | Вер 1995 | Базель, Швейцарія                              | Тверде (i) | Марк Кейл      | Цирил Сук Даніель Вацек                | 6–3, 3–6, 3–6 |
| Поразка   | 2–3 | Лют 1996 | Марсель, Франція                               | Тверде     | Маріус Барнард | Жан-Філіпп Флер'ян Гійом Рау           | 3–6, 2–6      |
| Поразка   | 2–4 | Бер 1996 | Санкт-Петербург, Росія                         | Килим      | Ніклас Культі  | Євген Кафельников Андрій Ольховський   | 3–6, 4–6      |
| Поразка   | 2–5 | Лип 1996 | Swedish Open, Швеція                           | Ґрунт      | Джошуа Ігл     | Давід Екерот Джефф Таранго             | 4–6, 6–3, 4–6 |
| Перемога  | 3–5 | Лют 1997 | Мілан, Італія                                  | Килим      | Пабло Альбано  | Девід Адамс Андрій Ольховський         | 6–4, 7–6      |
| Поразка   | 3–6 | Лис 1998 | Стокгольм, Швеція                              | Тверде (i) | Кріс Гаггард   | Ніклас Культі Мікаель Тільстрем        | 5–7, 6–3, 5–7 |
| Перемога  | 4–6 | Лип 1999 | Кіцбюель, Австрія                              | Ґрунт      | Кріс Гаггард   | Алекс Калатрава Душан Вемич            | 6–3, 6–7, 7–6 |
| Перемога  | 5–6 | Вер 2002 | Бухарест, Румунія                              | Ґрунт      | Єнс Кніппшильд | Еміліо Бенфеле Альварес Андрес Шнейтер | 6–3, 6–3      |